# Hokki-ji
Le Hokki-ji ou Hōki-ji (法起寺) — anciennement connu sous les noms Okamoto-dera (岡本寺) et Ikejiri-dera (池後寺) — est un temple bouddhiste situé à Okamoto, Ikaruga, Nara au Japon. Le préfixe honorifique (sangō) du temple est « kōhonzan » (岡本山), bien qu'il soit rarement utilisé. Le temple a été construit pour honorer Avalokitesvara et une statue à onze visages de la déesse y est le principal objet de culte. Hokki-ji est souvent considéré comme un des sept grands temples fondés par le prince Shōtoku, au cours de la période Asuka. Cependant, le temple n'est achevé que quelques décennies après sa mort.

## Histoire

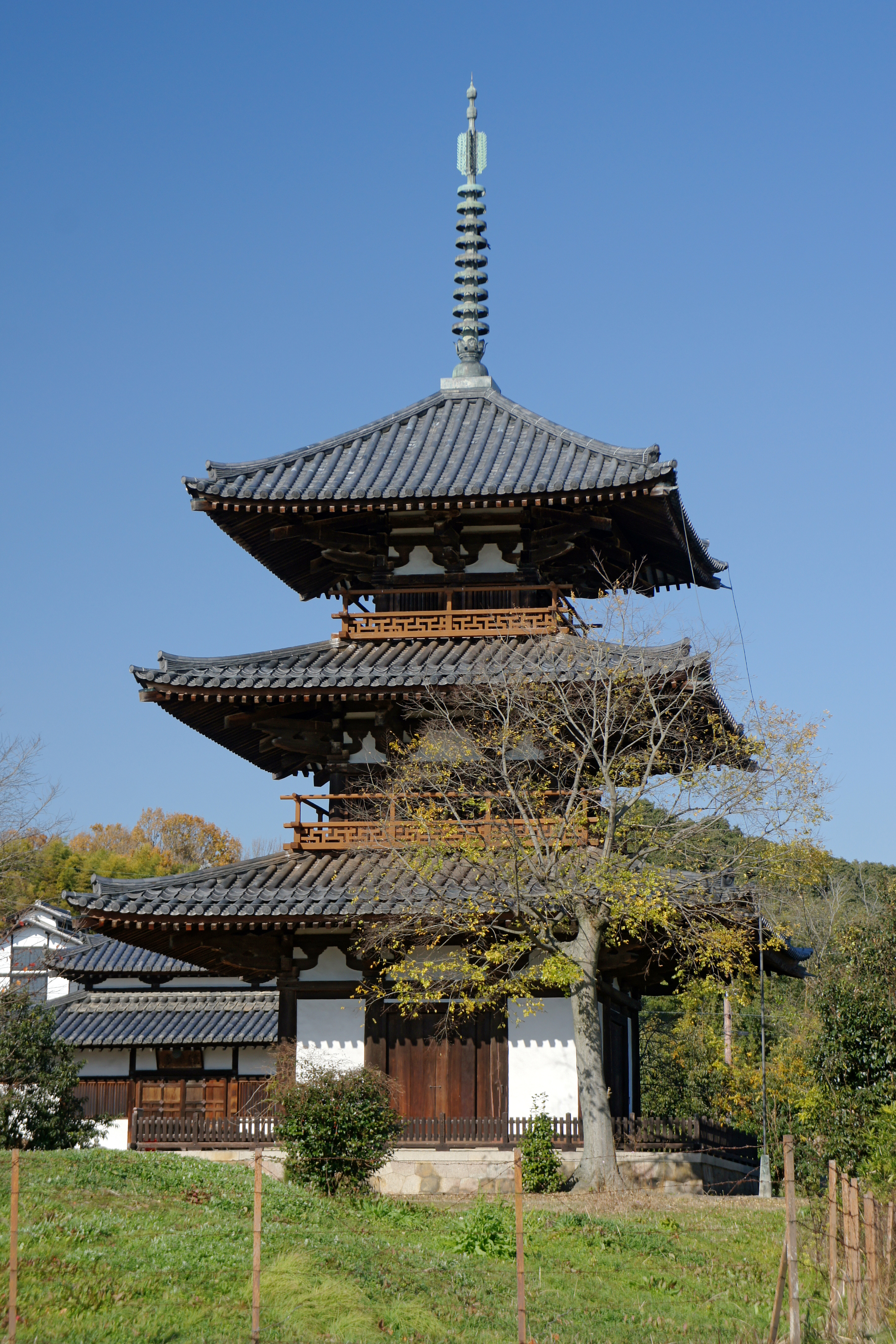
La pagode à trois niveaux de Hokki-ji, trésor national du Japon.

Hokki-ji est situé dans Ikaruga, ville qui a longtemps été un point focal du bouddhisme japonais, et la zone contient de nombreux autres temples anciens liés au prince Shotoku, tels que le Hōrin-ji à Nara et le Chūgū-ji. Hokki-ji est situé dans un contrefort au nord-est de Horyu-ji-en. Le temple se trouverait sur les ruines du palais Okamoto no Miya (岡本宮) dans lequel le prince Shotoku a donné des conférences sur le sūtra du Lotus, et où, selon les dernières volontés et le testament du prince, son fils, le prince Yamashiro (Yamashiro no Ōe no ō) a reconstruit l'ancien palais comme temple. Les fouilles menées autour de l'enceinte du temple révèlent les restes d'un bâtiment dont les piliers étaient en contact direct avec la terre (à savoir qu'il n'y avait pas de pierre de fondation), confirmant qu'un autre bâtiment a occupé l'emplacement avant Hokki-ji. Le temple est aménagé de telle sorte que la salle principale et la pagode sont alignées le long de l'axe est-ouest, semblable à la disposition de Hōryū-ji Sai-in. Toutefois, la salle principale de Hokki-ji est à l'ouest et la tour à l'est, à l'opposé de Hōryū-ji Sai-in. Ce genre de disposition est connu sous le nom style « Hokki-ji ».

## Importance culturelle
Le seul bâtiment original encore existant est la tour à trois niveaux de 24 m de haut qui est la plus ancienne de son genre au Japon et désignée trésor national du Japon. La salle de conférence est une reconstruction de 1694 et le Shōten-do une reconstruction de 1863.
Le sanctuaire contient une statue en bois à onze visages d'Avalokitesvara de 3,5 m de haut, sculptée dans la seconde moitié du Xe siècle. Une image de cuivre d'un Bodhissatva façonnée dans la seconde moitié du VIIe siècle est actuellement conservée au musée national de Nara. Ces deux œuvres sont désignées bien culturel important du Japon.

## Patrimoine de l'UNESCO
L'ensemble de bâtiments de Hokki-ji et de Hōryū-ji a été inscrit au patrimoine mondial de l'Unesco en 1993 avec le paysage environnant en vertu de plusieurs critères. Les bâtiments inscrits sont quelques-uns des plus anciens bâtiments en bois encore existants au monde et datent des VIIe et VIIIe siècles. Nombre de ces monuments sont aussi trésors nationaux du Japon et reflètent une période importante de l'influence bouddhiste au Japon. L'ensemble comprend vingt-et-un bâtiments dans le temple est de Hōryū-ji, neuf dans le temple ouest, dix-sept monastères et autres bâtiments et la pagode de Hokki-ji.

### Liste des sites
| Nom                                   | Type   | Emplacement                      | Image |
| ------------------------------------- | ------ | -------------------------------- | ----- |
| Hōryū-ji (法隆寺, Hōryū-ji) bâtiments | Temple | Ikaruga-chō, Ikoma-gun, Nara-ken |       |
| Hokki-ji (法起寺, Hokki-ji) pagode    | Temple | Ikaruga-chō, Ikoma-gun, Nara-ken |       |

## Source de la traduction
- (en) Cet article est partiellement ou en totalité issu de l’article de Wikipédia en anglais intitulé « Hokki-ji » (voir la liste des auteurs).